# Alexander Peacock
Pour les articles homonymes, voir Peacock.
Alexander James Peacock, (11 juin 1861 - 7 octobre 1933), est un homme politique australien qui fut le 20e premier ministre du Victoria. Il occupa le poste par trois fois.
Peacock, d'origine écossaise, est né à Creswick et fut le premier premier ministre du Victoria né après la ruée vers l'or des années 1850 et la réalisation de l'autonomie du Victoria. Il était apparenté de loin à la famille d'Andrew Peacock. Après ses études primaires dans une école locale, Peacock devient brièvement instituteuret puis greffier à Melbourne. De retour à Creswick, il travaille comme directeur d'une mine, en créant sa propre entreprise et rachetant plusieurs mines d'or. Il a joué un rôle important dans l’Australian Natives’ Association et le mouvement pour la création de la fédération australienne dans les années 1880 et 1890.
En 1889, Peacock a été élu à l'Assemblée législative du Victoria au siège de Clunes et Allendale, près de Ballarat, siège qu'il a occupé pendant 43 ans. Bien qu'il ait été libéral modéré, il a été ministre sans portefeuille dans le gouvernement conservateur de James Munro (1890-1892), et ministre de l'Instruction publique dans le gouvernement Shiels (1892-1893). Il a été secrétaire en chef des gouvernements de sir George Turner de 1894 à 1899 et de 1900 à 1901, étant aussi ministre de l'Instruction publique dans le premier et ministre du Travail dans le second.
Puis les libéraux ont été en déclin, et le nouveau chef conservateur, William Irvine, a organisé une campagne publique pour le « repli » - la réduction de la taille du Parlement et de la fonction publique, et des coupures dans les dépenses du gouvernement. Peacock, comme un bon libéral, s'est opposé à cette campagne, mais en juin 1902, Irvine a obtenu un vote de confiance pour le gouvernement de Peacock et à l'élection suivante, les libéraux et leurs alliés travaillistes ont été sévèrement battus. 
Peacock est resté dans l'opposition pendant le gouvernement Irvine, mais en 1907 il retrouve son poste de secrétaire en chef et ministre du Travail dans le gouvernement de Thomas Bent. À cette époque, la distinction entre libéraux et conservateurs s'estompe face au défi la hausse du parti travailliste, et vers cette époque, les membres non travaillistes du Parlement ont formé officiellement le Parti libéral. Peacock a été ministre de l'Instruction publique dans le gouvernement de William Watt en 1913, et en juin 1914, il redevient premier ministre, et également ministre des finances, à la tête d'un gouvernement libéral.
Peu de temps après, la Première Guerre mondiale éclate et le gouvernement de Peacock rejoint les partisans enthousiastes à la guerre. En 1916, cependant, la guerre exerce une pression croissante sur l'économie victorienne, où la pénurie de main-d'œuvre a touché les gros agriculteurs. Cela a provoqué une augmentation de l'opposition aux libéraux dans les zones rurales, opposition dirigée par la Victorian Farmers Union (qui deviendra plus tard le Country Party). En 1917, les libéraux changent de nom et deviennent le Parti nationaliste. Aux élections de novembre 1917, les nationalistes sont divisés en factions pro et anti-Peacock, et le groupe anti-Peacock rafle les sièges dans le pays. Les leader des anti-Peacock, John Bowser, devient premier ministre.
Peacock revient cependant et en 1920 il est de nouveau au gouvernement, en tant que ministre de l'Instruction publique et ministre du Travail dans le gouvernement nationaliste Harry Lawson, postes qu'il occupe jusqu'en 1924. En mars 1924, Lawson démissionne et Peacock est de nouveau choisi comme chef du parti nationaliste et devient premier ministre pour la troisième fois. Il était encore libéral dans l'âme et propose aussitôt un projet de loi visant à réduire la surreprésentation des zones rurales, un grief de longue date. Mais ses partisans se rebelle et Peacock provoque des élections où les travaillistes arrivent en tête mais sans majorité absolue. Peacock démissionne à nouveau et est remplacé par un gouvernement travailliste minoritaire dirigé par George Prendergast.
Après quelques mois sur l'arrière-ban, Peacock retourne au gouvernement en tant que ministre de l'Instruction publique et ministre du Travail dans le gouvernement Country de John Allan et occupe ces postes jusqu'en 1927, quand il quitte ses fonctions ministérielles pour la dernière fois, 37 ans après la tenue de son premier portefeuille. En 1928, il est élu speaker de la chambre, poste qu'il a occupé jusqu'à sa mort en 1933. Sa veuve, Lady Millie Peacock, a remporté l'élection à Allandale causée par sa mort, devenant ainsi la première femme membre de l'Assemblée législative.